# Efmamjjasond González
Efmamjjasond González Palacios, spesso riportato come Jasond (Arboletes, 12 giugno 1999), è un calciatore colombiano, attaccante del Shijiazhuang Gongfu in prestito dall'Always Ready.

## Biografia
Il suo nome è stato scelto dai genitori in quanto formato dalle iniziali dei dodici mesi dell’anno in lingua spagnola.

## Carriera
Ha iniziato a giocare a calcio nel settore giovanile Atlético Nacional, per poi passare a quello degli argentini del San Lorenzo, con cui ha firmato il suo primo contratto professionistico nel settembre del 2019. Prestato all'All Boys nel 2020, ha debuttato fra i professionisti il 28 novembre nell'incontro di seconda divisione argentina pareggiato 0-0 contro il Brown (A) ed ha segnato il suo primo gol tra i professionisti la giornata successiva, contro il Santamarina; è rimasto in prestito ai bianconeri anche per tutto il 2021, dopodiché è stato ceduto con la stessa formula al San Miguel, club della terza divisione argentina.
Nel gennaio del 2023 è stato acquistato a titolo definitivo dal Real Santa Cruz, club della prima divisione boliviana; l'impatto con il nuovo club è stato notevole con 8 reti messe a segno nelle prime 9 partite disputate in campionato. Il 17 agosto dello stesso anno è stato ceduto in prestito ai Kaizer Chiefs, club della prima divisione sudafricana, dove in 13 partite giocate tra tutte le competizioni ufficiali non è mai riuscito a trovare la via del gol. Rientrato in Bolivia ha ripreso a segnare con regolarità e nel gennaio del 2025 è stato acquistato dall'Always Ready, dove ha realizzato 11 reti in 13 incontri nell'arco di sei mesi.
Il 13 luglio 2025 è stato ceduto in prestito allo Shijiazhuang Gongfu, club della seconda divisione cinese.

## Statistiche

### Presenze e reti nei club
Statistiche aggiornate al 13 agosto 2025.
| Stagione               | Squadra                | Campionato             | Campionato | Campionato | Coppe nazionali | Coppe nazionali | Coppe nazionali | Coppe continentali | Coppe continentali | Coppe continentali | Altre coppe | Altre coppe | Altre coppe | Totale | Totale | Totale |
| Stagione               | Squadra                | Comp                   | Pres       | Reti       | Comp            | Pres            | Reti            | Comp               | Pres               | Reti               | Comp        | Pres        | Reti        | Pres   | Reti   |        |
| ---------------------- | ---------------------- | ---------------------- | ---------- | ---------- | --------------- | --------------- | --------------- | ------------------ | ------------------ | ------------------ | ----------- | ----------- | ----------- | ------ | ------ | ------ |
| 2020                   | All Boys               | PBN                    | 6          | 1          | -               | -               | -               | -                  | -                  | -                  | -           | -           | -           | 6      | 1      |        |
| 2021                   | All Boys               | PBN                    | 24         | 1          | CA              | 0               | 0               | -                  | -                  | -                  | -           | -           | -           | 24     | 1      |        |
| Totale All Boys        | Totale All Boys        | Totale All Boys        | 30         | 2          |                 | 0               | 0               |                    | -                  | -                  |             | -           | -           | 30     | 2      |        |
| 2022                   | San Miguel             | PBM                    | 14         | 0          | CA              | 0               | 0               | -                  | -                  | -                  | -           | -           | -           | 14     | 0      |        |
| 2023                   | Real Santa Cruz        | PD                     | 16         | 8          | CdL             | 4               | 0               | -                  | -                  | -                  | -           | -           | -           | 20     | 8      |        |
| 2023-2024              | Kaizer Chiefs          | PD                     | 10         | 0          | CS+CdL+MTN8     | 0+1+2           | 0               | -                  | -                  | -                  | -           | -           | -           | 13     | 0      |        |
| 2024                   | Real Santa Cruz        | PD                     | 19         | 6          | -               | -               | -               | -                  | -                  | -                  | -           | -           | -           | 19     | 6      |        |
| Totale Real Santa Cruz | Totale Real Santa Cruz | Totale Real Santa Cruz | 35         | 14         |                 | 4               | 0               |                    | -                  | -                  |             | -           | -           | 39     | 14     |        |
| 2025                   | Always Ready           | PD                     | 13         | 11         | CB              | 3               | 1               | -                  | -                  | -                  | -           | -           | -           | 16     | 12     |        |
| 2025                   | Shijiazhuang Gongfu    | CL1                    | 5          | 3          | CC              | 0               | 0               | -                  | -                  | -                  | -           | -           | -           | 5      | 3      |        |
| Totale carriera        | Totale carriera        | Totale carriera        | 107        | 30         |                 | 10              | 1               |                    | -                  | -                  |             | -           | -           | 117    | 31     |        |